# 超級瑪利歐兄弟 驚奇
《超級瑪利歐兄弟 驚奇》是一款由任天堂企劃製作本部開發，並由任天堂發行在任天堂Switch平台上的平台动作游戏，於2023年10月20日發售。
本作是自Wii U平台的《New 超级马力欧兄弟U》暌違11年後，再次推出的橫向平台動作遊戲（不計《超級瑪利歐創作家》系列）；同時是繼《超级马力欧兄弟USA》和《超级马力欧 耀西岛》後沒有時間限制的超级马里奥系列橫向平台遊戲。

## 劇情簡介
本作故事背景是相距蘑菇王國一段距離的「花花王國」。瑪利歐、路易吉、碧姬公主、黛西公主和一些奇諾比奧家族成員一行人受「花洛里安王子」招待前往，沒想到遭遇大魔王庫巴襲擊，搶走了花花王國的「驚奇花」，利用其力量與城堡合體，瑪利歐一行人要勇闖花花王國七大區域解決庫巴造成的異變。

## 開發
《超級瑪利歐兄弟 驚奇》于2023年6月21日的任天堂直面会公布，是超級瑪利歐系列第五款3D橫向平台作品，也是不再屬於《新 超級瑪利歐兄弟》系列的續作。
本作的目標是打破《超級瑪利歐兄弟系列》及《新超級瑪利歐兄弟系列》中看似理所當然的設計。例如驚奇花的概念是製作「以往的2D瑪利歐中不可能出現的形態」，其靈感來自任天堂向員工收集的2,000張便利貼。此外，本作大幅翻新畫面、音效及物件互動。 亦加入徽章、閒聊花、過場動畫、多人連線等以往未曾出現的元素。
2023年8月21日，任天堂宣布自1996年《超級瑪利歐64》以來為马力欧角色配音的查爾斯·馬爾蒂內不再擔任角色配音工作，也確定沒有參與本作配音。
2023年10月14日，任天堂宣佈由美國配音員凯文·阿富汗尼聲演瑪利歐和路易吉，成為系列首款採用全新配音的作品。

## 反響

### 銷售
本作在發售後兩週內售出430萬份，成為銷售速度最快的超級瑪利歐系列遊戲。

截至2025年5月8日，本作的銷售量為1,603萬份。
| 汇总媒体             | 得分   |
| -------------------- | ------ |
| Metacritic           | 92/100 |
| OpenCritic（推荐率） | 98%    |

| 媒体           | 得分    |
| -------------- | ------- |
| Destructoid    | 9/10    |
| Digital Trends | [ 19 ]  |
| Eurogamer      | [ 20 ]  |
| Game Informer  | 9.25/10 |
| GamesRadar+    | [ 22 ]  |
| GameSpot       | 9/10    |
| IGN            | 9/10    |
| Nintendo Life  | 9/10    |
| 衛報           | [ 26 ]  |
| VG247          | [ 27 ]  |
| Fami通         | 36/40   |

### 影響
本作發售前三天，世嘉發佈同樣是傳統2D橫版過關模式的《索尼克 超級巨星》，Sonic Team負責人飯塚隆表示只是一個巧合，儘管這兩個系列已經很長時間都沒有2D平台類型新作推出。這是自1990年代任天堂與世嘉的主機大戰以來，超級瑪利歐系列和索尼克主系列遊戲作品最接近發售日期的記錄，上一次記錄為2017年的《超级马力欧 奥德赛》與《索尼克武力》，只相隔十一天。

## 外部連結
- 官方网站：日本、北美、香港、台灣